# توني ووماك
توني ووماك (بالإنجليزية: Tony Womack)‏ هو لاعب كرة قاعدة أمريكي، ولد في 25 سبتمبر 1969 في فرجينيا في الولايات المتحدة.

## وصلات خارجية
- توني ووماك على موقعبيزبول رفرنس.كوم (الدوري الرئيسي) (الإنجليزية)
- توني ووماك على موقعبيزبول رفرنس.كوم (الدوري الثانوي) (الإنجليزية)
- توني ووماك على موقع إي إس بي إن.كوم (أم.أل.بي) (الإنجليزية)
- توني ووماك على موقع مشجعي الرسوم البيانية (الإنجليزية)